# Bernardus Detert
Bernardus Detert (Rotterdam, mei 1727 - ergens in Nederland na 1792) was een 18de-eeuwse publicist in Brugge.

## Levensloop
Detert werd gedoopt op 17 mei 1727 in de oud-katholieke kerk Sint-Laurentius aan de Slijkvaart (later Lange-Torenstraat genoemd) in Rotterdam. Hij was de zoon van Joris Detert (†1764) en Anna Maas, die de blekerij 'Het vergulde paart' in Rotterdam in eigendom hadden. Detert trouwde in 1749 met Maria Goossen (†1769) uit Dordrecht. Ze kregen zes kinderen die, met uitzondering van de oudste dochter Anna (1752-1778), vroeg stierven. Na de dood van zijn echtgenote hertrouwde Detert in 1774 met Maria Caenen uit Amsterdam.
Na een verzorgde lagere school te hebben gevolgd, studeerde Detert zes jaar aan de kweekschool van de Utrechtse Clerezij in Amersfoort. Dit in 1725 opgerichte seminarie werd geleid door voormalige hoogleraren van Leuven die vanwege hun jansenistische denkwijzen waren uitgeweken. Hij leerde er Latijn, Grieks, filosofie en theologie, maar besliste niet door te gaan tot het priesterschap en werd handelaar en 'koornwijnbrander' in Delfshaven. Hij verdiepte zich in de problematiek van het geschil tussen Rome en Utrecht en genoot weldra de reputatie een der stijfzinnigste en bekwaamste onder de ongewijde personen te zijn. Hij schreef hierover om de argumenten van de katholieke missionarissen tegen te spreken. Het resultaat was echter dat Detert stilaan aan zijn eigen argumenten begon te twijfelen en contact opnam met katholieke geestelijken, meer bepaald met de Antwerpse kanunnik Petrus Van Eupen (1744-1804). Hij was er weldra van overtuigd dat de oud-katholieken zich opnieuw moesten herenigen met Rome en gaf in 1779 alvast het voorbeeld. Hij probeerde zijn geloofsgenoten in Rotterdam en Delfshaven te overhalen om hem hierin te volgen, maar dat lukte hem niet. Hij werd als een verrader beschouwd, zijn vroegere vrienden scholden hem uit, er werd tegen hem gepredikt vanop de kansel, en zijn zakenrelaties lieten hem in de steek. Het leven in Delfshaven werd hem onmogelijk gemaakt.
Door de tussenkomst van kanunnik van Eupen werd hij in 1780 directeur van de gemeentelijke jeneverstokerij in Nieuwpoort, met als opdracht de Hollandse technieken aan te leren. Het jaar daarop, toen ze in Nieuwpoort alles van hem geleerd hadden, werd hij ontslagen. Detert verhuisde met zijn vrouw naar Brugge.

## Brugse periode
In Brugge aangekomen trad Detert zeer waarschijnlijk in dienst als klerk of boekhouder bij een of andere koopman. Misschien was het bij koopman Jacques De Net, die hij zijn weldoener noemde. Brugge was toen, samen met Oostende, een knooppunt van Europese handel en scheepvaart, als gevolg van de Vierde Engelse Zeeoorlog. De sfeer was euforisch in de stad, waar heel wat buitenlandse reders en handelaars verbleven, om er handel te drijven via de bemiddeling van neutrale autochtonen. Plots werden tientallen buitenlandse schepen de nominale eigendom van Bruggelingen of Oostendenaren en voeren voortaan onder 'neutrale' Vlaamse of Oostenrijkse vlag, het enige middel om verder de zeeën te kunnen bevaren. In mei 1784 werd de vrede tussen de oorlogvoerende naties gesloten en dit betekende het einde van de bijzondere handelstoestanden.
Detert verdiepte zich in de toestand en in de te verwachten evolutie en maakte voorstellen over aan de regering in Brussel, opdat door een aangepaste tolpolitiek de scheepvaart in Oostende en Brugge zou kunnen behouden worden en vooral het vervoer naar en van de Verenigde Staten bestendig van de Verenigde Provincies kon worden afgesnoept. Hij deed tevens een voorstel, namens enkele Brugse kooplui, om kolonies te stichten in de Caraïbische eilanden.
Om nieuwe activiteiten te vinden, bedacht Detert de mogelijkheid om een kleine rederij te stichten en hiervoor vissers uit Vlaardingen aan te trekken. Hij vond echter geen geldschieters en het plan ging niet door. Dan zocht hij maar naar mogelijkheden om haring uit Holland in te voeren en richtte zich hiervoor vooral op de mogelijkheden in Brabant, gebied dat ver van de zee lag.
Detert was snel ingeburgerd in Brugge, waar hij bekend werd omdat hij goed Nederlands schreef. Als dichter en schrijver gold hij weldra als een autoriteit. Hij sloot zich aan bij de Brugse hoofdkamer van rederijkers 'van den Heiligen Geest' en viel er in de prijzen met dichtwerk dat hij indiende als antwoord op prijsvragen. Hij sloot vriendschap met verschillende leden, onder meer met drukker-uitgever Joseph Bogaert.
In 1787 wilde Detert een reclameblad uitgeven, maar dit stuitte op het monopolie van de Gazette van Gendt. Hij had zich ondertussen ook al op het politieke pad begeven. Hij was hiermee al begonnen in 1783 door het uitgeven van een pamflet waarin hij wilde aantonen dat de Zuid-Nederlandse landsheer, keizer Jozef II, het recht had de vrije doorvaart op de Schelde te eisen en zelfs met wapengeweld af te dwingen.

## Laatste jaren
In 1787 werd Detert uit Brugge verbannen. Hij had in deze onrustige tijd een pamflet geschreven in opdracht van de Brugse stadsontvanger Antoine de Peñeranda. Het pamflet, onder de titel  De Bruggelingen uyt hunne sluimering ontwaekt was in opruiende taal opgesteld, niet zozeer tegen Jozef II, maar tegen de vertegenwoordigers in Brussel van het Oostenrijkse keizerlijke gezag en dit naar aanleiding van de aanzienlijke wijzigingen die men wilde aanbrengen in de bestuursorganen van de staten, de steden en de beroepsgilden.
Detert keerde dan maar naar Holland terug. In 1789 verbleef hij in Vlaardingen. In 1792 was hij blijkbaar in Dordrecht in dienst bij een cementfabrikant. Nadien is over hem niets meer te vinden.

## Publicaties
- Het gedrag van Zijne Keizerlijke en Koninglijke Majesteyt Josephus II verdedigt door de Vierschaar der Billijkheid, waer klaarlijk aengetoont wordt dat Zijne K. en K. Majesteyt in 't geval is het recht der Vrije Vaart door de rivier de Schelde met de wapenen te wedereisschen door Justinus Flandricus, Alkmaar, (in feite Brugge), 1783.
- Op het huwelijk van mijn geachten weldoender den heer Jacobus De Net met mejuffrouw Isabella Vanden Berghe, rederijkersgedicht, Brugge, 1784.
- De Rapsodisten of Mengelaars, zijnde een Zamenspraak tusschen een Vlaming en een Hollander, onder de namen van Sincerus en Philaletes, inhoudende gemeenzame gesprekken over den Godsdienst, Regeringsvorm, Landbouw, Fabrieken en Commercie; met opgeving van vrije gedagten ter verbetering van iderin het bijzonder tot nut van alle welmenende Nederlanders; nu en dan tot voldoening der Nieuwsgierige, gemengt met eenige geestige hersenvruchtenuyr thans ontroerde zeven Vereenigde Staten, Brugge, J. Bogaert, 1784-1785.
- Lof der Geleerdheid, opgedragen aen alle Minnaars der Nederlandsche Dicht-kunst, rederijkersgedicht, Brugge, 1785.
- Historie van het wegtrekken der geestelijke Dogters van de afgeschafte kloosters in de Nederlanden, Brugge, 1785.
- Des Menschen Hoogmoed Hersteld, rederijkersgedicht, Brugge, 1786.
- Eer-zuil tot lof der edele vergadering van de zoete dichtkunst, rederijkersgedicht, Brugge, 1787.
- Kortbondige beschryving van den Burgt en het Stad-Huys van Brugge (in samenwerking met Patrice Beaucourt de Noortvelde), Brugge, J. Bogaert, 1787.
- Memorie gepresenteerd aan de edele en weerde heeren der Staaten van Braband betreffende de noodzakelijkheijd van den invoer van den Hollandschen gezouten en gedroogden Haring (...), 1787.
- J. van Vondels overtreffende lof benevens die der andere (...) dichters gewroken, rederijkersgedicht, Brugge, ca. 1787.
- De Bruggelingen uyt hunne sluimering ontwaekt, Brugge, 'Patriotijksche drukkerie' (J. Bogaert), 1787.
- Wederlegging van het Bericht, door den Heer Abraham van der Hart, Directeur der Werken en Gebouwen van de Stad Amsterdam, in 't licht gegeeven aangaande de geoctroyeerde Amsterdamsche Cement, door Bernardus Detert, zo voor zyn Principaal de Heer Roelof de Vries, als daar toe door de Geïnteresseerdens der Molens, Duifsteenen maalende, en in de zuivere onvervalschte Tras of Cement handelende, genoegzaam van deeze Provintie, benevens van de Keurmeesteren der Tras, binnen de Stad Dordrecht, verzogt, toegestemt en gemagtigt, Dordrecht by N. van Eysden en B.J. Morks, 1792.